# Otto Suhner
Otto Suhner (* 8. Oktober 1866 in Herisau; † 20. Januar 1941 in Zürich; heimatberechtigt in Urnäsch) war ein Schweizer Unternehmer aus dem Kanton Appenzell Ausserrhoden.

## Leben
Otto Suhner war der Sohn des Gottlieb Suhner und der Johanna Signer. Er war der Bruder des Bertold Suhner. 1893 ehelichte er Bertha Hörler, Tochter des Johann Ulrich Hörler.
Im Jahr 1890 machte er sein Diplom als Maschineningenieur an der Technischen Hochschule München. Ab 1898 leitete Suhner eine Fabrik für isolierte Drähte in Brugg. Diese hatte 1896 sein Vater gegründet. Die ab 1906 unter dem Namen Suhner & Co. selbstständige Firma geriet in finanzielle Schwierigkeiten. Darauf wurde das Unternehmen 1908 in die Aktiengesellschaft Kabelwerke Brugg AG umgewandelt wurde, an der sich neben Suhner auch Konkurrenten beteiligten. Suhner gründete 1914 die Otto Suhner AG, die biegsame Wellen herstellt. Er eröffnete 1928 einen Zweigbetrieb in Bad Säckingen.
1939 wurde das Unternehmen von seinem Sohn Willy Suhner übernommen. Dessen Sohn Otto Hermann Suhner trat 1973 in die Firma ein und sorgte vor allem für eine weitere Internationalisierung des Unternehmens, indem er unter anderem ein Werk in den USA aufbaute. Die am 12. Dezember 1973 gegründete Firma Suhner Holding AG in Brugg umfasst inzwischen 24 juristische Firmen, die verteilt auf der ganzen Welt rund 700 Mitarbeiter beschäftigen. Über 200 Mitarbeiter in der Schweiz, am Standort Lupfig, sowie knapp 500 im Ausland. Es gibt Produktionsstätten in Europa, den USA und Indien. Im Rahmen der 100-Jahr-Feier des Familienunternehmens am 1. Juli 2014 übergab Otto Hermann die Gesamtleitung des Unternehmens an seinen Sohn Jürg Eduard.

## Trivia
Otto Suhner war einer der ersten Besitzer eines Automobils in Brugg und Mitbegründer des heutigen Touring Club Schweiz. Zudem war er von 1903 bis 1922  Auto Prüfungsexperte.